# Paduniella achilleus
Paduniella achilleus är en nattsländeart som beskrevs av Malicky och Chantaramongkol 1996. Paduniella achilleus ingår i släktet Paduniella och familjen tunnelnattsländor. Inga underarter finns listade i Catalogue of Life.